# James A. McLaughlin
Pour les articles homonymes, voir McLaughlin.
James A. McLaughlin est un écrivain américain, auteur de roman policier.

## Biographie
En 2018, James A. McLaughlin publie son premier roman, Dans la gueule de l’ours (Bearskin) avec lequel il est lauréat du prix Edgar-Allan-Poe 2019 du meilleur premier roman et est nommé pour le prix Barry 2019 du meilleur premier roman. Il obtient l'année suivante le Grand prix de littérature policière en France.

## Œuvre

### Romans
- Bearskin (2018) Publié en français sous le titre Dans la gueule de l'ours, traduction de Brice Matthieussent, Paris, 438 p.  (ISBN 978-2-374-25198-1) Rue de l'échiquier, 2020, réédition, Paris, J'ai lu, coll. « Thriller » no 13345, 2021
- Panther Gap (2023) Publié en français sous le titre Les Aigles de Panther Gap, Paris, Rue de l'échiquier, 2023

## Prix et distinctions

### Prix
- Prix Edgar-Allan-Poe 2019 du meilleur premier roman pour Bearskin[2]
- Grand prix de littérature policière 2020 pour Dans la gueule de l'ours[3],[4]

### Nomination
- Prix Barry 2019 du meilleur premier roman pour Bearskin[5]